# Joaquim Gelabertó Rissech
Joaquim Gelabertó Rissech (Llagostera, 1926 - Girona, 22 de febrer de 2016) va ser un matemàtic, professor i investigador català.

## Biografia
Nascut en una família humil va treballar de barber els dissabtes a la tarda i diumenges al matí, mentre estudiava de manera autodidacta el batxillerat cada dia amb un horari exigent. Va acabar el batxillerat el 1944 amb premi extraordinari. Aquest fet li facilità l'obtenció d'una beca que juntament amb les classes particulars a estudiants d'enginyeria i arquitectura li va permetre estudiar a la Universitat de Barcelona del 1946 al 1949. Després va fer classes de matemàtiques als Jesuïtes de Sarrià i els Escolapis del carrer Balmes. Esperant la convocatòria d'oposicions li van prometre feina si estudiava Químiques i així ho va fer, però la promesa es va esfumar. Va ser professor a Laguardia on coneixeria a la seva dona Maria Carmen, després ensenyà a Vilagarcía de Arousa i Benicarló.
Arribà a ser el primer de la seva promoció a l'estat espanyol en les oposicions de titular de l'institut laboral i en les oposicions a càtedra, el que li permetia una plaça a Madrid que va refusar. Va escollir Calella, on va ser director tres anys, i posteriorment va ensenyar a l'institut Santiago Sobrequés de Girona. Es jubilà el 1991. A partir dels 65 anys esdevingué investigador universitari amb la Càtedra Lluís Santaló d'Aplicacions de la Matemàtica, l'Institut d'Informàtica i Aplicacions i el departament d'informàtica i matemàtica aplicada de la UdG, que li va retre homenatge el 2006.
Definit com un home "discret, modests i savi", visqué a Girona i passava els estius a Pineda de Mar amb la seva dona María Carmen Orué i el seu fill Joan Carles.